# どうにもとまらない
『どうにもとまらない』は、1972年6月5日にリリースされた日本の歌手・山本リンダのシングルである。

## 解説
この曲はまず都倉俊一による曲の方が先に完成し、このメロディーに合わせながら作詞した阿久悠は、最初この曲に『恋のカーニバル』というタイトルを付けたが、『どうにもとまらない』に改められた。後に阿久は「タイトルが『恋のカーニバル』だったら、この曲の運命は全く違っていただろう」と述懐している（阿久自身の著書『歌謡曲の時代 歌もよう人もよう』（新潮社、2004年）の中でも述べている）。
1966年のデビュー曲『こまっちゃうナ』以来ヒットに恵まれず低迷していた山本は、この曲を初めて聴いた時「すごくかっこいい、これでダメなら歌手はもうダメ」と感じた。
この曲で山本は、それまでの路線を一新し、切れ目の入ったパンタロンや赤いブラウスによるヘソだしルック、過激な振り付けなどを披露して、アクション歌謡の先駆けとされている。話題になった衣装の「ヘソだし」は、「リオのビーチでかっこ良く歌うイメージだから」ということで山本自身が提案したものである。
オリコン集計では、累計で30万枚を突破した山本最大のヒット作である（レコード売り上げは40万枚を売り上げた）。
山本はこの曲で1972年の第14回日本レコード大賞作曲賞、日本歌謡大賞放送音楽賞を受賞し、1972年の『第23回NHK紅白歌合戦』に出場した（これは、『こまっちゃうナ』で1967年の第18回に出場して以来）。また1991年の第42回NHK紅白歌合戦では、同じく山本のヒット曲である『狙いうち』と共に披露した。
2005年には、この曲の詞を手掛けた阿久悠によって、現代風にアレンジした『どうにもとまらない〜ノンストップ』が発売された。原詩では女性の愛に対する熱情がテーマなのに対し、こちらでは男性の恋愛に対する望みが主体となっている。

## エピソード

### 「ヘソだし」の攻防
山本は、NHKへの出演で「どうにもとまらない」を初めて歌った時、NHKからヘソを隠すように要請され、仕方なく腹まで隠れるパンタロンを着用して歌ったという。しかし、感じが出ないと思った山本は、2回目に出演した時に、腹部の結び目が大きいブラウスを着用し、リハーサルでは軽く踊り、結び目でヘソが隠れるから、とNHKを説得して本番の生放送に臨んだ。そして、本番ではいつも通り激しく踊ったので結び目が揺れてヘソがはっきりカメラに映った。これで『紅白歌合戦』に出場したときはもう何も言われず、堂々とヘソだしで歌ったという。

### 流行語
この曲のヒットによる影響で、新聞の見出しなどでそのフレーズが流行した。例えば、当時の内閣総理大臣・田中角栄の日本列島改造論により、1971年のドルショックから一転して、地方の地価や株価の高騰が「どうにもとまらない」と書き立てられたほどだった。

## 収録曲
- 全作詞：阿久悠／全作曲・編曲：都倉俊一

1. どうにもとまらない（2分46秒）
2. 青い月夜は（2分30秒）

## 「どうにもとまらない」のカバー
- MAX（1997年、アルバム『VELFARRE J-POP NIGHT presents DANCE with YOU』収録）
- 松崎しげる（1999年）
  - サントリー「マグナムドライ」CMソングとして替え歌で起用された。替え歌の作詞は斎藤和典[4][5]。
- 桂雀三郎『G&G』
  - 小佐田定雄作の創作落語で、雀三郎がギターを弾きながら替え歌を歌唱する。
- Brenda Vaughn（2005年）
  - テレビアニメ『レジェンズ 甦る竜王伝説』エンディングテーマ（『どうにもとまらない〜ノンストップ』英語版）。本編第38〜49話は山本による『どうにもとまらない〜ノンストップ』日本語版が使われた。
- カバーソング・ドールズ（2007年、アルバム『Cover Song Dolls』収録）
- IKKO（2007年、シングル『どんだけ〜!の法則』収録）
- モーニング娘。（2008年、アルバム『COVER YOU』収録）
- misono（2009年、アルバム『カバALBUM』収録）
- マスター（CV：生天目仁美）（『夏のあらし! キャラクターソングアルバム 歌声喫茶方舟』に収録）
- 9mm Parabellum Bullet（2010年、シングル「命ノゼンマイ」収録）
- 天の妃少女合唱団（真田アサミ、小林ゆう、井上麻里奈）（2010年）
  - テレビアニメ『まりあ†ほりっく あらいぶ』エンディングテーマ。
  - 三浦誠司による編曲バージョン。
- 倖田來未（2013年、カバーアルバム『Color the Cover』収録）
- 米米CLUB（ライブで演奏し、定番曲となっている。CD音源としてはライブアルバム『THE　LAST　SYMPOSIUM～米米CLUBラスト・ライヴ　in　東京ドーム～』（1997年）収録）
- 原紗友里、青木瑠璃子、三宅麻理恵（2014年、アルバム『CINDERELLA PARTY! でれぱDEないと をきかないと!! 〜あかるくせいそにかわいくきよく〜』収録）
- 中森明菜　(2016年、アルバム『Belie + Vampire』に収録)
- 宇都宮隆（2018年、アルバム『mile stone』収録）
- W(2019年、 配信限定ミニアルバム『ちょい悪デビル』収録)
- Merm4id (2020年)